# 아이를 부탁해
《아이를 부탁해》(스페인어: Ahí te Encargo)는 2020년에 넷플릭스에서 방영한 멕시코의 영화이다.

## 캐스팅

### 주연
- 마우리시오 오츠만 : 알렉스 역

### 조연
- 타토 알렉산더 : 카리메 역
- 모이세스 아리스멘디 : 길레르모 역
- 페르난도 베세릴 : 돈 곤살로 역
- 베로니카 브라보 : 밀라 역